# Штуцер, Иван Иванович (педагог)
Иван Иванович Штуцер (1852—1900) — российский педагог.

## Биография
Родился в семье Иоганна Штутцера (Ивана Ивановича) (1822 — после 1865), архангельского мещанина, вышедшего в купцы 2-й гильдии, и его жены (с 1849) Августы Ивановны (1832 — после 1865). Род берёт начало от Якоба Штутцера (Stutzer, ?—после 1708), купца, прусского подданного, выходца  из города Эрлиха (Пруссия). Педагог И. И. Штуцер был из 6-го поколения семьи в России и первым, у которого выпала вторая буква "т" в фамилии.
Окончил юридический факультет Московского университета. Преподавал географию в Московском училище ордена Св. Екатерины (1878—1884) и в Лазаревском институте восточных языков.
Автор статей по географии и естествоведению в «Учебно-воспитательной библиотеке» (1875, т. I) и «Записках Учителя» (1883—1884). Его «Курс географии Европы для старших классов средних учебных заведений» (М., 1884) был удостоен Малой премии имени императора Петра Великого.

## Семья
- Сын — Михаил (1879—1935), русский, советский и украинский микробиолог и эпидемиолог[5] был женат на Наталье Александровне, урождённой Фидлер, химике-фармакологе, своячнице Н. В. Тимофеева-Ресовского[6], их сын Иван Михайлович Штуцер (1919—1992) заведующий лабораторией НИИП, кандидат технических наук[источник не указан 1249 дней].

## Источник
- Штуцер, Иван Иванович // Энциклопедический словарь Брокгауза и Ефрона : в 86 т. (82 т. и 4 доп.). — СПб., 1890—1907.